# Triphosa oenozona
Triphosa oenozona är en fjärilsart som beskrevs av Louis Beethoven Prout 1923. Triphosa oenozona ingår i släktet Triphosa och familjen mätare. Inga underarter finns listade i Catalogue of Life.